# Masléon
Masléon (tiếng Occitan: Mas Leu) là một xã của tỉnh Haute-Vienne, thuộc vùng Nouvelle-Aquitaine, miền trung nước Pháp.